# Витале, Луиджи
Луи́джи Вита́ле (итал. Luigi Vitale; 5 октября 1987, Кастелламмаре-ди-Стабия, Италия) — итальянский футболист, левый защитник.

## Карьера
Луиджи Витале — воспитанник клуба «Авеллино 1912». Летом 2004 года он был куплен клубом «Наполи», где первый сезон выступал за молодёжную команду. 2 октября 2005 года Витале сыграл первый матч в чемпионате страны с клубом «Юве Стабия». 9 ноября Луиджи забил первый мяч за клуб, поразив ворота «Фоджи» в матче Кубка Италии. Всего сезоне 2005/06 Витале сыграл несколько матчей в серии С1 и Кубке страны. В следующем сезоне Витале сыграл только две игры, одну в чемпионате и одну в Кубке Италии.
В сезоне 2007/08 он был арендован клубом серии С1 «Виртус Ланчано», за который провёл 28 матчей в чемпионате и одну игру в Кубке Италии. В июне 2008 года Луиджи вернулся в Неаполь. В первой же игре после возвращения Витале дебютировал в Кубке Интертото, в игре с «Панионисом», а затем в игре предварительного раунда Кубка УЕФА с «Влазнией». 31 августа 2008 года он дебютировал в серии А в матче с «Ромой». 18 сентября Луиджи забил мяч в матче Кубка УЕФА в ворота «Бенфики», ставший первым мячом игрока в еврокубках. 28 января 2009 года Витале провёл первый гол в серии А, забив в ворота «Фиорентины».
21 августа 2009 года Витале, на правах аренды, перешёл в «Ливорно». Луиджи дебютировал в составе команде в матче с «Миланом», который завершился вничью 0:0. Футболист провёл в составе этого клуба 22 игры. По окончании сезона Луиджи вернулся в состав «азурри», который некоторое время решал оставить ли футболиста в команде или вновь отдать в аренду.